# Gustavo Cordeiro Ramos
Gustavo Cordeiro Ramos GCC (Évora, 8 de março de 1888 — Lisboa, 13 de novembro de 1974) foi um filólogo, político e professor universitário, especialista em literatura alemã, disciplina de que foi professor catedrático na Faculdade de Letras da Universidade de Lisboa. Foi Ministro da Instrução Pública em três governos da Ditadura Militar e nos três primeiros meses do Estado Novo, procurador à Câmara Corporativa e presidente do Instituto para a Alta Cultura.

## Dados biográficos
Nasceu na freguesia de Sé e São Pedro da cidade de Évora, filho de Augusto José Ramos e de Ana Rosa Cordeiro Vinagre. 
Licenciou-se em Filologia Germânica pela Faculdade de Letras da Universidade de Lisboa e estagiou na Universidade de Leipzig. Foi professor efetivo do Liceu de Évora e professor catedrático da Faculdade de Letras da Universidade de Lisboa. 
Foi Ministro da Instrução Pública em quatro governos, entre (1) 10 de novembro de 1928 e 8 de julho de 1929; (2) 21 de janeiro de 1930 e 5 de julho de 1932; (3) 5 de julho de 1932 e 11 de abril de 1933 e (4) 11 de abril de 1933 e 24 de julho de 1933. Assim, entre 1928 e 1933, só não foi ministro da Instrução no governo de Artur Ivens Ferraz (8 de julho de 1929 a 21 de janeiro de 1930).
Foi agraciado com os seguintes graus das Ordens Honoríficas Portuguesas: Grã-Cruz da Ordem Militar de Cristo (28 de maio de 1930), Grã-Cruz da Ordem da Instrução Pública (31 de dezembro de 1930), Grã-Cruz da Ordem Militar de Sant'Iago da Espada (22 de setembro de 1931) e Grã-Cruz da Ordem do Infante D. Henrique (19 de julho de 1961).
Foi procurador à Câmara Corporativa entre 1935 e 1949 e presidente do Instituto para a Alta Cultura, depois Instituto de Alta Cultura, entre 1942 e 1964.
Faleceu com 86 anos de idade, solteiro e sem descendência.

## Acusação de plágio
A sua obra mais importante, O Fausto de Goethe no seu duplo significado filosófico e literário (2 vols., Coimbra: Imprensa da Universidade, 1915-1918), reunindo as lições de literatura alemã professadas na Faculdade de Letras de Lisboa, seria anos depois alvo da acusação de plágio, por conter extensos trechos traduzidos de uma obra de referência francesa (Histoire de la littérature allemande, de Adolphe Bossert, 1.ª ed. 1901), que não aparece citada por Cordeiro Ramos. A acusação, feita em 1929 por Sant'Anna Dionísio nas páginas da revista A Águia, causou escândalo e resultou na proibição pela censura do número seguinte da revista e de novos artigos versando o mesmo assunto. No momento do artigo denunciador de Sant'Anna Dionísio, Cordeiro Ramos tinha saído temporariamente do governo (julho de 1929), para a ele regressar meses depois (janeiro de 1930). Após a saída do último número de 1929, A Águia esteve suspensa por dois anos (1930 e 1931), só retomando a publicação em 1932, ano em que todavia se extinguiu.

## Ação governativa
Como ministro da Instrução Pública, entre outras medidas, reorganizou os cursos liceais, reformou o ensino primário, criou as Escolas do Magistério Primário (em substituição das antigas Escolas Normais Primárias) e os "postos de ensino" nas regiões rurais, impôs conteúdos políticos tradicionalistas, nacionalistas e reacionários nos livros de leitura das escolas e promulgou novas e severas medidas de caráter disciplinar contra professores e alunos. Tornou obrigatória a inserção nos livros de leitura adotados oficialmente de mais de cem frases de autores como António Feliciano de Castilho, Salazar, Quirino de Jesus, Sidónio Pais, Benito Mussolini, Padre Manuel Bernardes, Alfredo Pimenta, Pequito Rebelo, Rivarol, António Sardinha, Ramalho Ortigão, Oliveira Martins, etc. Exemplos de frases de outros autores: "Toda a escolha dos superiores pelos inferiores é profundamente anárquica" (Auguste Comte); "Onde não há governo, toda a gente governa; onde toda a gente governa, todos são escravos" (Bossuet).
Na sua reforma de 1930 do ensino liceal, aumentou significativamente o número de horas letivas da disciplina de Latim desde o 3.º ao 7.º ano do curso geral dos liceus, com o intuito de "restabelecer o equilíbrio entre o ensino das ciências e o das humanidades". Porém, com a reforma de 1936 de Carneiro Pacheco (o ministro que no mesmo ano mudou o nome do Ministério da Instrução Pública para Ministério da Educação Nacional), o governo voltou atrás nesse caminho, diminuiu as horas letivas e fundiu a disciplina de Latim com a de Português, para, num segundo tempo, a reforma de 1947 do ministro Pires de Lima acabar por suprimir totalmente o ensino do latim no curso geral dos liceus.  Marcello Caetano consideraria em 1960 esta medida do governo de Salazar "a mais nefasta de todas as providências pedagógicas postas em vigor em Portugal nos últimos cento e cinquenta anos".
No primeiro mandato como ministro da Instrução Pública promoveu, também, a criação da Junta de Educação Nacional (1929-1936), organismo que introduziu em Portugal o apoio estatal direto à investigação científica. A Junta de Educação Nacional seria sucessivamente dirigida por Luís Simões Raposo, Marck Athias e Augusto Celestino da Costa até 1936, ano em que foi extinta e substituída pelo Instituto para a Alta Cultura (IAC), integrado na então criada Junta Nacional da Educação. Celestino da Costa dirigiu o IAC até 1942, ano em que foi demitido pelo ministro da Educação e substituído por Gustavo Cordeiro Ramos (que em 1933 saíra do governo). Este episódio causou indignação na comunidade científica, dadas as razões que teriam motivado a decisão do então ministro da Educação, Mário de Figueiredo, que também demitiu Celestino da Costa de diretor da Faculdade de Medicina de Lisboa nesse mesmo ano. Em carta a Celestino da Costa, Abel Salazar disse sobre o substituto do seu amigo na presidência do IAC: "O Cordeiro Ramos é um homem sem categoria intelectual nem moral. A todos os respeitos, um desastre." Cordeiro Ramos manteve-se à frente do IAC até 1964.

## Organizações de juventude
Como governante, esteve também nas origens da fundação da Mocidade Portuguesa, com um projeto de lei de criação de uma "Liga da Mocidade Portuguesa", por volta de 1931-1932, que por algum motivo não teve então o apoio de Salazar, ministro das Finanças do governo do general Domingos Oliveira. Melhor sorte teve outra medida do ministro da Instrução, criando uma comissão presidida por um representante do governo para a promoção do escutismo e a tutela ("orientação da acção educativa [...] de harmonia com as condições nacionais") das existentes organizações escutistas portuguesas, ou seja, a AEP - Associação de Escoteiros de Portugal e o CNS - Corpo Nacional de Scouts, este criado pela Igreja católica em 1925, rebatizado Corpo Nacional de Escutas em 1934. A medida de Cordeiro Ramos era destinada a fazer alinhar o movimento escutista com a política nacionalista do regime e, sobretudo, a controlar a primeira das citadas organizações escutistas, a AEP, fundada em 1913 e ligada ao republicanismo, que a partir de 1936 seria alvo de perseguição pelo governo.

## Afastamento do governo
O seu afastamento do governo por Salazar em Julho de 1933 está rodeado de mistério, tendo sido precedido em Maio pelo despedimento do chefe de gabinete do ministro, o seu irmão Armando Cordeiro Ramos, também por decisão do chefe do governo. O ministro demitido queixou-se a Salazar de uma conspiração urdida contra ele, mas o presidente do Conselho explicou-lhe que a sua demissão se teria ficado a dever às duras críticas de que Cordeiro Ramos estaria a ser alvo por parte dos professores, dada a sua tentativa de politizar o ensino primário.
Para o historiador Luís Reis Torgal, foram as posições germanófilas "demasiado claras" de Cordeiro Ramos, plenamente mantidas após a chegada de Hitler ao poder, que terão estado na origem do seu afastamento do governo por Salazar. 
No livro da investigadora São José Almeida, Homossexuais no Estado Novo, afirma-se que Gustavo Cordeiro Ramos tinha fama de homossexual, com um comportamento impróprio em face das suas responsabilidades políticas, razão pela qual teria deixado de ser ministro da Instrução em 1933, ao cabo de apenas três meses no primeiro governo do Estado Novo. Essa tese, porém, não está provada, baseando-se apenas em testemunhos pessoais, como o do poeta e artista plástico Mário Cesariny.

## Germanofilia e simpatias nacional-socialistas
Influenciado pela sua formação em germanística e conhecedor profundo da língua alemã, foi um expoente da posição germanófila em Portugal no período que antecedeu a Segunda Guerra Mundial. Essas posições deram-lhe grande visibilidade no relacionamento cultural entre Portugal e a Alemanha nazi. É considerado um entusiasta das ideias nacional-socialistas e mesmo um "hitlerófilo". Em 1934 publicou Alguns aspectos sobretudo literários do moderno Nacionalismo Alemão (ed. da Academia de Ciências de Lisboa) em que elogiava a política cultural do nacional-socialismo, declarando nomeadamente que "o movimento nacional-socialista, longe de ser inimigo da cultura, como tem sido acusado pelos seus detractores, assenta num sólido corpo de doutrina; a renovação no campo político estende-se ao domínio literário [...] O livro deixou de ser mero objecto de exploração comercial, para se converter em instrumento de cultura elevada e moral sã". Sustentava ainda que "a actual situação política da Alemanha soube conquistar em seu favor a inteligência e a mocidade, sustentáculos imprescindíveis de qualquer remodelação social profunda que sem eles está sujeita, se não for destruída por um embate mais violento ou melhor organizado, a ser desfigurada pela acção de indivíduos sem fé, sem ideal, capazes de converter os chamados Estados Novos em estados velhos de ruim estofo".
Em 1938 escreveu o prólogo de uma antologia alemã de discursos e outros textos de Salazar, com um prefácio de Joseph Goebbels, o ministro da Propaganda alemão, numa edição patrocinada pelas autoridades nazis. Em 1939, Cordeiro Ramos foi recebido em Berlim pessoalmente por Adolf Hitler, a quem entregou um exemplar de Os Lusíadas em tradução alemã.
Tido como "Amigo da Cultura Alemã", foi-lhe concedido durante o período do nazismo o grau de doutor honoris causa pela Universidade de Heidelberg. Foi também senador honorário da Universidade de Colónia e sócio honorário da Academia Alemã de Munique. Recebeu ainda a Grã-Cruz da Ordem da Águia Alemã, a Medalha de Goethe de Mérito Científico e Artístico, a Medalha de Ouro de Leibniz da Academia das Ciências da Prússia e a Placa de Honra da Cruz Vermelha Alemã.

## Outras obras publicadas
Em 1937 publicou, numa coletânea da União Nacional, Os Fundamentos Éticos da Escola no Estado Novo.

## Posteridade
Em sua memória foi instituído o Prémio Doutor Gustavo Cordeiro Ramos, atribuído anualmente pela Academia Nacional de Belas-Artes. Instituído em 1979, este prémio distingue em anos alternados obras de pintura e escultura consideradas mais relevantes, apresentadas em exposições ou implantadas em espaços públicos no ano transato. Com a criação deste prémio, pretendeu homenagear-se o ministro da Ditadura Militar que em 1932 restaurou a Academia Nacional de Belas Artes, que o governo da Primeira República extinguira em 1911, substituindo-a pelos Conselhos de Arte e Arqueologia.
O seu nome é ainda lembrado na toponímia da freguesia de Carnaxide, concelho de Oeiras.